# Mecolaesthus lemniscatus
Mecolaesthus lemniscatus là một loài nhện trong họ Pholcidae. Loài này có ở Saint Vincent.